# Susan Lynch
Pour les articles homonymes, voir Lynch.
Susan Lynch est une actrice britannique née le 5 juin 1971 à Corrinshego en Irlande du Nord.

## Filmographie

### Cinéma
- 1994 : Le Secret de Roan Inish : Selkie
- 1994 : Entretien avec un vampire : Paris Vampire
- 1997 : Downtime (en) : Chrissy
- 1998 : Vieilles Canailles : Maggie O'Toole
- 1999 : Il gioco : Corinna
- 2000 : Nora : Nora Barnacle
- 2000 : Sublimes Créatures (Beautiful Creatures) : Dorothy
- 2001 : Happy Now : Tina Trent
- 2001 : Morlang : Ann Morlang
- 2001 : La Cartographe : Jane Bates
- 2001 : From Hell : Liz Stride
- 2002 : Jedermanns Fest : Maria
- 2003 : 16 Years of Alcohol : Mary
- 2003 : Casa de los babys : Eileen
- 2003 : Red Roses and Petrol : Catherine Doyle
- 2004 : Mickybo et moi : la femme torche
- 2004 : Délires d'amour (Enduring Love) : Rachel
- 2005 : Duane Hopwood : Gina
- 2006 : A Woman in Winter : Marianne
- 2006 : Someone Else : Lisa
- 2007 : Elizabeth : L'Âge d'or : Annette
- 2009 : City Rats : Gina
- 2009 : L'Incroyable Course : Katey Kensay
- 2009 : Holy Water : Geraldine Gaffney
- 2009 : The Scouting Book for Boys : Sharon
- 2010 : Capture Anthologies: Love, Lust and Tragedy
- 2011 : Hideaways : Mme O'Mara
- 2014 : Here and Now : Lucy
- 2016 : Away : Angie
- 2016 : Le Testament caché : une infirmière
- 2017 : Bad Day for the Cut : Frankie Pierce
- 2018 : Ready Player One : Alice
- 2019 : Cold Blow Lane : Mademoiselle
- 2019 : Here Are the Young Men
- 2024 : Le Clan des bêtes (Bring Them Down) de Christopher Andrews : Peggy O'Shea

### Télévision
- 1991 : The Bill : l'inspectrice stagiaire (1 épisode)
- 1993 : Cracker : Tina (3 épisodes)
- 1995 : Dangerous Lady : Maura Ryan (4 épisodes)
- 1995 : The Perfect Match : Erica
- 1996 : Truth or Dare : Mel
- 1997 : Ivanhoé : Rebecca (6 épisodes)
- 1997 : A Royal Scandal (en) : Caroline du Brunswick
- 1998 : Amongst Women : Maggie (4 épisodes)
- 2002 : Any Time Now : Stevie McCutcheon (4 épisodes)
- 2004 : Bodies : Dr Maria Orton (6 épisodes)
- 2005 : Inspecteurs associés : Dr Janet Rix (2 épisodes)
- 2006 : Les Dix Commandements : Miriam (2 épisodes)
- 2007 : Voleuse de vies : Charis White
- 2009 : The Unloved : la mère de Lucy
- 2010 : Le Journal secret d'Anne Lister : Isabella Norcliffe
- 2010 : Miss Marple : Sybil Stamfordis (1 épisode)
- 2010 : Moving On : Tina (1 épisode)
- 2011 : Flics toujours : Claudia Scott (1 épisode)
- 2011 : De grandes espérances : Molly (2 épisodes)
- 2011-2012 : Monroe : Anna Monroe (12 épisodes)
- 2012 : Le Secret de Crickley Hall  : Lili Peel (2 épisodes)
- 2013 : Ambassadors : Caitlin (3 épisodes)
- 2016 : Happy Valley : Alison Garrs (4 épisodes)
- 2016 : Monstre sacré : Christina (2 épisodes)
- 2017 : Sous influence : Susannah (4 épisodes)
- 2018 : Save Me : Stace (6 épisodes)
- 2018 : Killing Eve : Anna (2 épisodes)
- 2018 : Doctor Who : Angstrom (1 épisode)
- 2019 : Ups and Downs : Fionnula